# Laraki
Laraki este un constructor marocan de automobile sport de lux. Compania este deținută de către Laraki Abdeslam, un constructor marocan de iahturi în vârstă de 31 de ani. Laraki are în producție 2 modele Fulgura și Borac.

## Fulgura
Laraki Fulgura a fost prima tentativă a companiei de a crea un automobil sport. Ea a fost prezentată la Salonul Auto de la Geneva din 2002, versiunea pentru producție a debutat un an mai târziu în cadrul aceluiași salon auto. Modelul a suferit un facelift în anul 2005.

## Borac

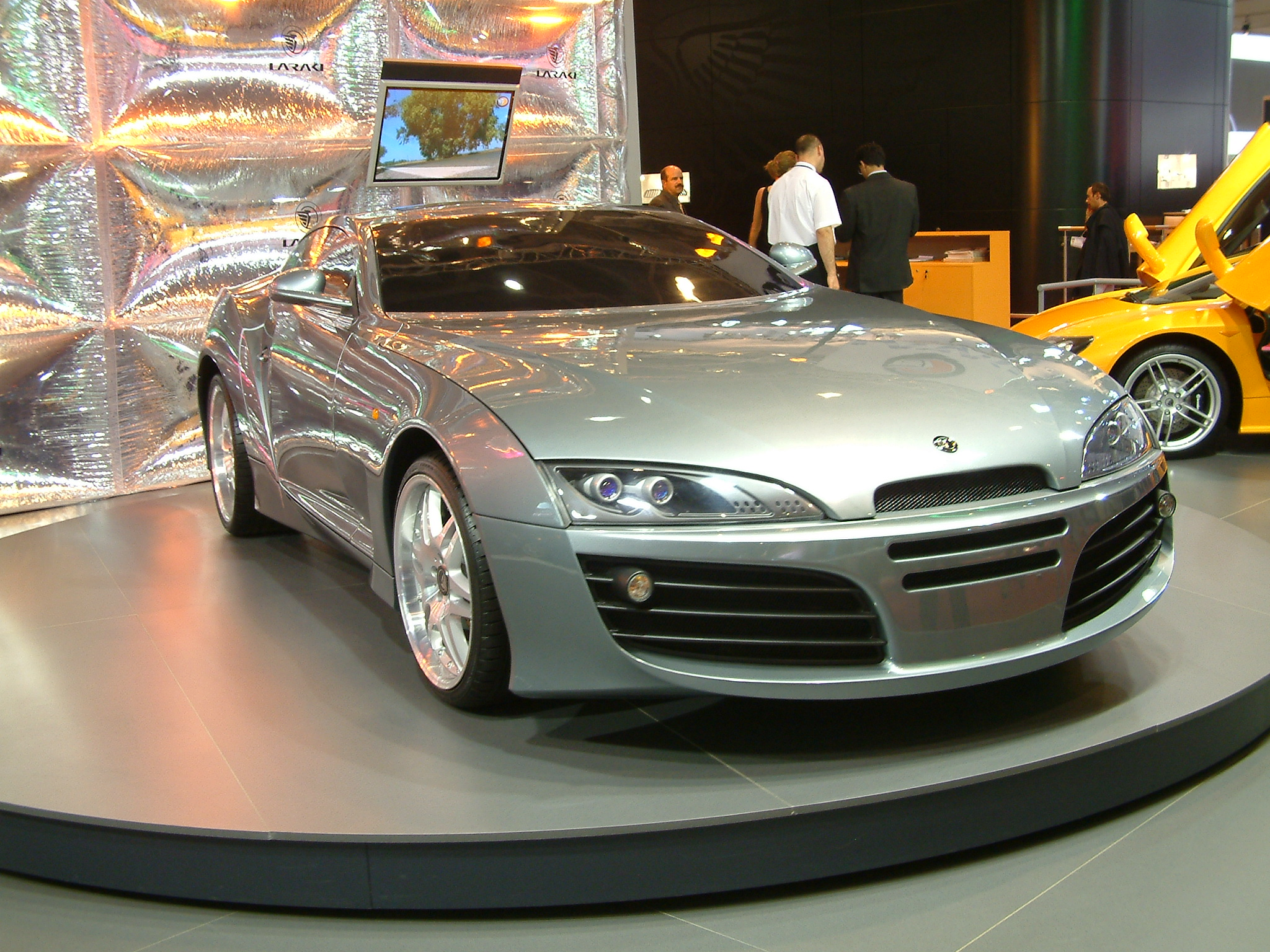
Laraki Borac.

Laraki Borac este cel de-al doilea model al companiei Laraki, acesta debutând ca un concept la Salonul Auto de la Geneva din 2005. Acest model va intra în producție curând deși nu se cunoaște designul final pe care automobilul îl va avea.